# North Opuha Conservation Area
Das North Opuha Conservation Area ist ein unter Naturschutz stehendes Gebiet in der Region Canterbury auf der Südinsel von Neuseeland. Das Gebiet untersteht dem Department of Conservation.

## Geographie
Das rund 2000 Hektar große Gebiet des North Opuha Conservation Area befindet sich in den Bergen des südwestlichen Teils der Ben McLeod Range, rund 24 km östlich des Lake Tekapo.
Obwohl als eigenständiges Gebiet ausgewiesen, zählt es heute zum Te Kahui Kaupeka Conservation Park.